# 志波安一郎

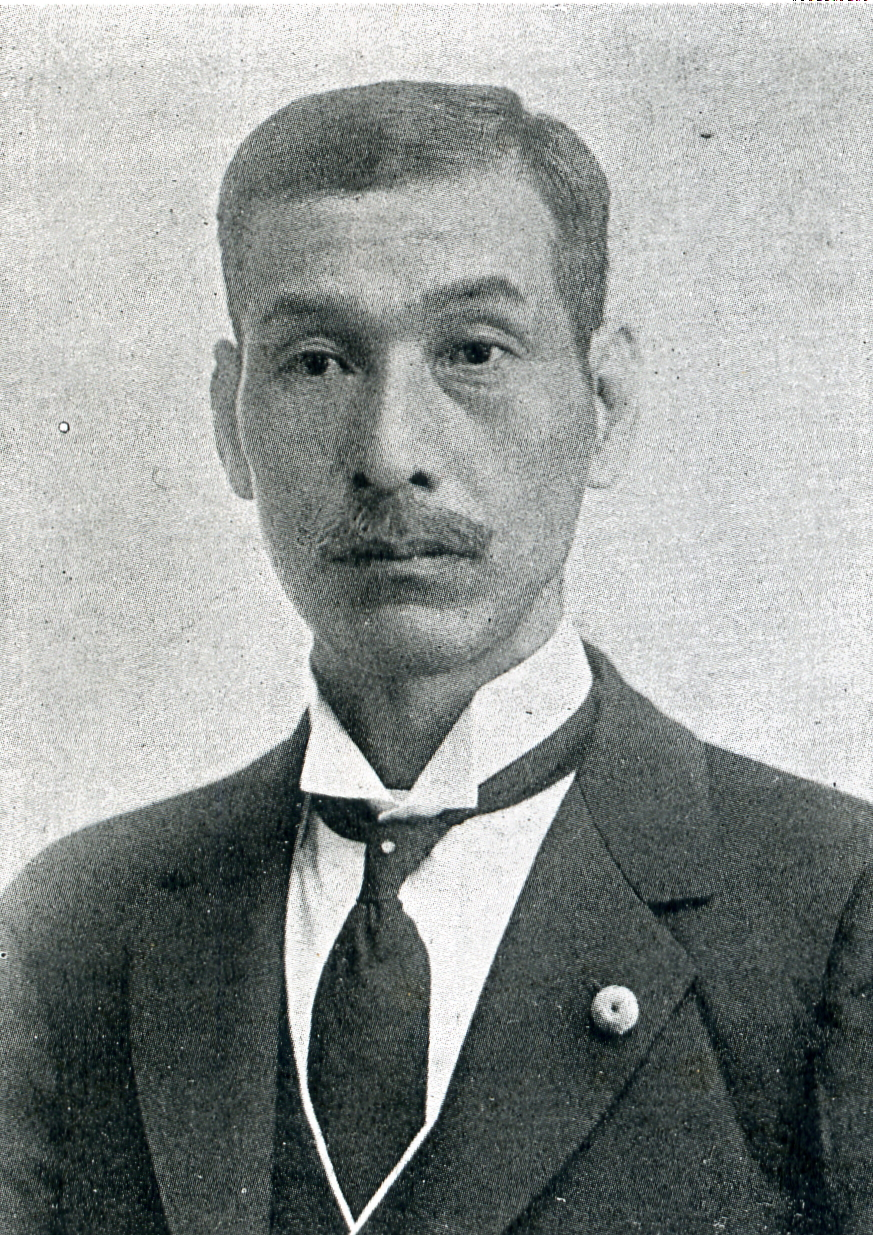
志波安一郎

志波 安一郎（しば やすいちろう、1873年（明治6年）9月20日 - 1932年（昭和7年）6月10日）は、日本の衆議院議員（政友本党→立憲民政党→立憲政友会）。

## 経歴
長崎県高来郡神代村（現在の雲仙市）出身。志波三九郎の長男。第三高等学校を中退後、京釜鉄道社員、神代郵便局長、数寄屋銀行神代支店長、長崎農工銀行監査役、肥前銀行顧問などを務めた。
長崎県会議員を3期務めた後、1924年（大正13年）の第15回衆議院議員総選挙に出馬し、当選。以後、当選回数は4回を数えた。